# Charles François Louis Caillemer
Pour les articles homonymes, voir Caillemer.
Charles François Louis Caillemer, né le 15 novembre 1757 à Carentan, mort le 23 octobre 1843 au château de Breuilly à Saint-Louet-sur-Vire, est un magistrat et homme politique français.

## Biographie

### Vie familiale
Charles François Louis Caillemer naît à Carentan le 15 novembre 1757. Il est le fils de Jean François Léonor Caillemer (Carentan, 2 décembre 1730 - ✝ Carentan, 25 octobre 1781), procureur au bailliage de Carentan et associé d'une société de négoce de bestiaux sur le ferage de Carentan et de Louise Françoise Elisabeth, fille de Charles Ferrand, sieur des Landelles, greffier aux bailliage et vicomté de Carentan.
Charles François Louis a trois frères plus jeunes que lui : Louis, Jean François et Frédéric Auguste. En 1789 et 1790, des surnoms sont donnés à ses frères pour se distinguer de lui dans les nominations administratives de Carentan. Louis (receveur du contrôle à Prétot) est surnommé Caillemer-Amyot, Jean François (greffier du juge de paix) est surnommé Caillemer du Longprey et Frederic Auguste (ex gendarme rouge de Lunéville, réformé avec toute sa compagnie des anglais le 1er avril 1788) est surnommé Caillemer du Ferage.
Charles François Louis épouse, le 11 mai 1780 (Carentan), Michelle Gabrielle Françoise Aubry ( ✝ 1802), dont :
- Jean Charles François (°1782 - ✝ 1848), avocat à Saint-Lô, marié, le 26 janvier 1804 (Saint-Lô), avec Pélagie Agathe ( ✝ 1836), fille de Jean Jacques du Buisson (né le 14 août 1748 à Saint-Lô), dont :
  - Charles (23 mai 1805 - Saint-Lô ✝ 1877), avocat, substitut du procureur impérial en 1854, marié, dont :
    - Charles Octave (5 juin 1829 - Saint-Lô ✝ 1888), marié en 1854 avec Adrienne Louise Le Brun (Saint-Lô, 8 juillet 1833 - ✝ Saint-Lô, 7 novembre 1876), dont :
      - Georges (°1855 - ✝ 1857) ;
      - et quatre filles ;

    - Paul Charles (né en 1835) ;
- Gustave (°1791 - ✝ 1863), lieutenant-colonel de cavalerie, entré à l'Ecole militaire de St-Cyr en 1809, il commandera le dépôt de remonte d'Auch de 1833 à 1850[2], marié en premières noces le 11 juillet 1816, avec Euphrasie Marie Ursule Cauchard  dont :
  - Oscar-Félix, marié avec Emma Remlinger.
  - Léonce
Marié en secondes noces le  3 août 1836, avec Marie Victoire Eléonore Garnier, fille du capitaine Louis François Garnier (né le 3 septembre 1772 à Dijon), dont :
  - Louise ( 1841 - Auch ✝ 1906 – Paris) Lambert-Caillemer.

Veuf, il se remaria en 1803 avec Adrienne Le Tellier, dont :
- Ferdinand Louis (né en 1808), propriétaire-agriculteur à Breuilly près de Tessy, sans postérité.

Il passe ses derniers jours au château de Breuilly (Saint-Louet-sur-Vire) et meurt le 23 octobre 1843 à 85 ans.

### Vie publique
Il est avocat au bailliage de Carentan et bailli du duché de Coigny, alors que la Révolution française éclate.
Procureur-syndic à Carentan, il est nommé successivement président de l'administration centrale du département de la Manche, puis juge au tribunal de cassation.
Élu, le 25 germinal an VII (14 avril 1799), député de la Manche au Conseil des Anciens, il y appuie la création d'une marine auxiliaire. Il exerce ces dernières fonctions à l'époque du 18 brumaire. Il prend souvent la parole et contribue à sauver par ses efforts les naufragés de Calais, émigrés jetés sur les côtes par une tempête.
Il se montre favorable à la politique de Bonaparte, qui l'admet, le 19 brumaire an VIII, dans la Commission intermédiaire dite « des Vingt-cinq », formée de ses partisans au sein des deux conseils et chargée de préparer, sous la direction du général Bonaparte, la future constitution de l'an VIII.
Puis, le 4 nivôse an VIII, il entre au Tribunat, où il se prononce contre le Code civil et en faveur des tribunaux spéciaux.
Son rôle parlementaire terminé, Caillemer est nommé, le 20 prairial an XI, commissaire général de police à Toulon, fonctions qu'il exerce jusqu'à la première Restauration.
À cette époque il revient se fixer à Saint-Lô, où le règne des Cent-Jours vient le rappeler à l'activité en l'envoyant à Rennes comme lieutenant-général de police (31 mars 1815) avec autorité sur toute la Basse-Normandie et une partie de la Bretagne. Lors de la seconde Restauration, il rentre dans la vie privée et se fait inscrire au tableau des avocats près le tribunal de Saint-Lô, où il ne tarde pas à prendre le premier rang.
En 1830, il accepte du gouvernement de Juillet les fonctions de juge de paix du Canton de Tessy-sur-Vire, où il est allé se fixer par suite du mariage de son plus jeune fils. Il reçoit alors la décoration de la Légion d'honneur, puis se démet de ses fonctions en 1841.

## Fonctions
- Avocat au bailliage de Carentan ;
- Bailli du duché de Coigny ;
- Procureur-syndic à Carentan ;
- Président de l'administration centrale du département de la Manche ;
- Juge au tribunal de cassation (23 février 1791) ;
- Député de la Manche au Conseil des Anciens (25 germinal an VII) ;
- Membre de la « Commission intermédiaire dite des Vingt-cinq » (19 brumaire an VIII) ;
- Membre du Tribunat (4 nivôse an VIII) ;
- Commissaire général de police à Toulon (20 prairial an XI - 1814) ;
- Lieutenant-général de police à Rennes avec autorité sur toute la Basse-Normandie et une partie de la Bretagne (31 mars 1815 : Cent-Jours) ;
- Avocat à Saint-Lô (seconde Restauration) ;
- Juge de paix du canton de Tessy (Manche) (1830-1841).

## Distinctions
- Chevalier de la Légion d'honneur.